# Sierra Mojada
Sierra Mojada är en ort i Mexiko.   Den ligger i kommunen Sierra Mojada och delstaten Coahuila, i den centrala delen av landet, 1 000 km nordväst om huvudstaden Mexico City. Sierra Mojada ligger 1 530 meter över havet och antalet invånare är 478.
Terrängen runt Sierra Mojada är huvudsakligen kuperad, men söderut är den bergig.  Trakten runt Sierra Mojada är nära nog obefolkad, med mindre än två invånare per kvadratkilometer. Det finns inga andra samhällen i närheten. Omgivningarna runt Sierra Mojada är i huvudsak ett öppet busklandskap.